# جين فيليبس (مغني)
جين فيليبس (بالإنجليزية: Gene Phillips)‏ هو مغني أمريكي، ولد في 25 يوليو 1915 في سانت لويس في الولايات المتحدة، وتوفي في 10 يناير 1990 في لاكيووود في الولايات المتحدة.

## وصلات خارجية
- جين فيليبس على موقع ميوزك برينز (الإنجليزية)
- جين فيليبس على موقع أول ميوزيك (الإنجليزية)
- جين فيليبس على موقع ديسكوغز (الإنجليزية)